# Les Cases del Senyor
Les Cases del Senyor és un llogaret del terme municipal de Monòver (Vinalopó Mitjà) amb una població de 264 habitants (2006), situat al vessant septentrional de la serra del Coto i al sud del poblet del Xinorlet.
Envoltat per la muntanya del Coto, és remarcable el campanar de la seua parròquia (dedicada a la Mare de Déu del Remei), així com l'aqüeducte medieval que salva la rambla i que travessa el poble; format per sis arcs de mida irregular, està construït en pedra. A les Cases del Senyor pertanyen diversos llogarets i caseries minúscules escampades pels camps dels voltants.